# Бухарський караван-сарай

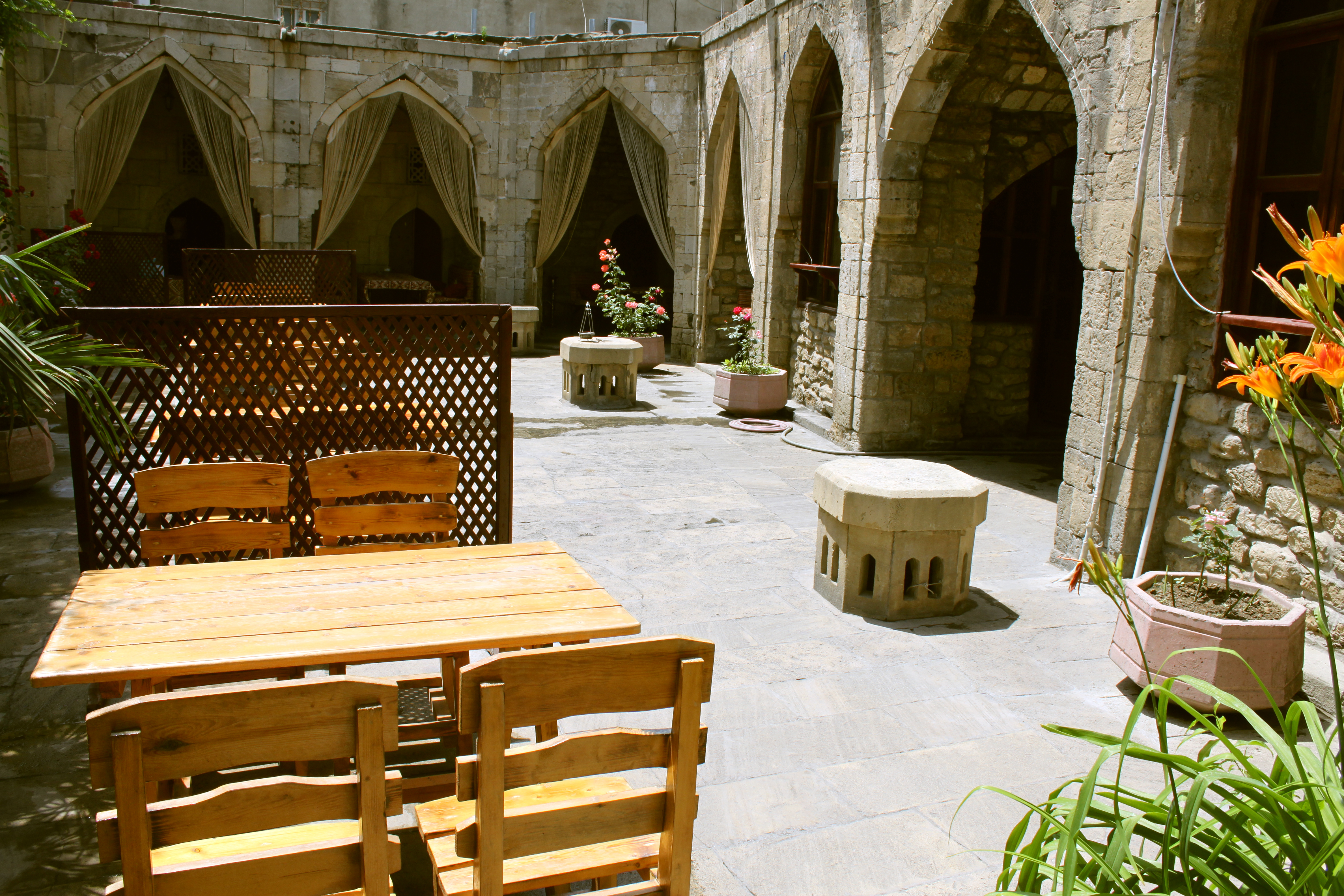
Ресторан в караван-сараї

Бухарський караван-сарай був зведений наприкінці XV століття на торговому шляху, що проходить через Шемахинські ворота. Це так званий відкритий караван-сарай, що знаходиться навпроти караван-сараю Мултані, неподалік Дівочої вежі — Баштова (Гюллен) вулиця, 2.

## Історія
Караван-сарай в основному служив місцем відпочинку для купців з Центральної Азії., зокрема з Бухари, тому почали його називати Бухарським.
У 1964 році Бухарський караван-сарай був реставрований, і в результаті будівлю караван-сараю було відокремлено від пізніх прибудов, що дозволило побачити пам'ятник на тлі навколишніх будівель.

## Будівля
У караван-сараї були окремі келії для індивідуального проживання. Форма будівлі караван-сараю квадратна і оточена балконами і клітинами, а портал опуклий. Має двір у вигляді восьмикутника. Основна частина архітектурної композиції караван-сараю сформована великою кількістю стрілчастих арок, розташованих навколо внутрішнього двору. У будівлі караван-сараю знаходиться ресторан, у якому подають страви національної кухні Азербайджану. Стрілчасті арки, які надають караван-сараю більш переконливий вигляд.